# Spiko Çuri
Spiko Çuri (Valona, 30 novembre 1953) è un ex calciatore albanese, di ruolo attaccante.

## Carriera

### Nazionale
Ha collezionato una presenza con la Nazionale albanese.